# Нижняя Терновка
Ни́жняя Терно́вка — посёлок в Труновском районе (муниципальном округе) Ставропольского края России.

## География
Расстояние до краевого центра: 57 км.
Расстояние до районного центра: 27 км.

## История
В 1972 году Указом Президиума ВС РСФСР посёлок отделения № 3 совхоза им. Кирова переименован в посёлок Нижняя Терновка.
До 16 марта 2020 года населённый пункт входил муниципального образования «Сельское поселение Кировский сельсовет».

## Население
| 1989 | 2002 | 2010 | 2014 | 2019 | 2020 |
| ---- | ---- | ---- | ---- | ---- | ---- |
| 209  | ↗262 | ↘250 | ↗300 | ↘167 | ↘162 |

По данным переписи 2002 года, 82 % населения — русские.